# Yasmine Reda
Yasmine Reda, née le 09 Octobre 1983, est une femme d'affaires, actrice et animatrice de télévision. Elle est de nationalité libano-ivoirienne,.

## Biographie

### Origines et études
Yasmine Reda fréquente successivement les Cours Lamartine et le Lycée international Jean-Mermoz à Abidjan, où l’on excelle en orthographe. Elle étudie aussi à Pigier à Paris pour son BTS en communication. À l'Academy City and Guilds en Angleterre (et au Royaume-Uni) pour un certificat en tourisme et un diplôme en gestion des affaires en 2015 à Saint Patrick University of London. Elle parle bien le français et l'anglais,.

## Carrière
Yasmine Reda fait ses débuts professionnels dans la communication à la télévision francophone Afroblack OBETV dans la capitale anglaise où elle anime des talkshows en compagnie d’artistes et de personnalités politiques. on la retrouve plus tard sur les antennes de la chaîne américaine chrétienne Faith TV.
À partir de 2009 et ce pour deux années consécutives, Yasmine est consultante en beauté à Fashion Fair de Londres, à Oxford Street. Elle devient un peu plus tard meilleure maquilleuse de ce grand centre de luxe. Elle est aussi agent de tourisme à Travel Academy, en Angleterre.
L'année d'après, elle est nommée responsable du service client francophone chez l’opérateur téléphonique Lebaramobile et en 2013, elle devient responsable du service client francophone à Lycamobile, un autre opérateur téléphonique de Londres.
En Afrique, sa vie professionnelle débute par la Côte d'Ivoire où elle est pendant une année assistante marketing chez la compagnie de recouvrement Cerci.
Elle part ensuite pour le Niger dans les années 2015 pour travailler dans une structure de communication, dénommée Positive en tant que directrice,,.
L'année d'après, elle revient en Côte d'Ivoire où elle est nommée directrice extérieure et interne à l’école HEC. La même année, l'agence de communication, Imagine, la recrute en qualité de directrice commerciale,.
Elle est animatrice sur la chaîne ivoirien NCI,,,.

## Au cinéma
Yasmine Reda est révélée au grand public grâce a sa rencontre avec le réalisateur ivoirien, Alain Guikou en juillet 2020, qui la fait jouer dans l’histoire Ma rivale bien-aimée de la série ivoirienne Les Coups de la vie, une série est diffusée sur la chaîne A+ Ivoire, dans laquelle elle incarne le rôle principal de « Sata, la lanceuse de cauris »,.
Fort des critiques positives qu'elle reçoit, elle continue dans l’épisode suivant intitulé Pauvre Orphelin, toujours dans la série Les Coups de la vie, où elle incarne le rôle d’Anne-Marie, une femme peu commode et maltraitante.